# Quinta Santana
La Quinta Santana, o el Seminari Menor dels Claretians, és un edifici del municipi de Montgat (Maresme) inclòs en l'Inventari del Patrimoni Arquitectònic Català.

## Descripció
Edifici de planta quadrada que consta de baixos, dos pisos, coberta a quatre vessants, i una petita torre situada a la part central, també de planta quadrada. Destaquen les finestres de la planta baixa i del primer pis, totes elles de mig punt, igual que les portes principals. El pis alt de l'edifici ha estat modificat i ampliat quan es convertí en seminari i les finestres d'aquest pis són allindanades. Hi ha unes grans balconades de ferro col·lat i una marquesina frontal del mateix material. Les separacions entre plantes està marcada per una motllura, la del primer pis és llisa i la del segon fa uns arquets cecs, motiu que es repeteix a la part superior de la petita torre central. Al conjunt apareixen elements classicistes, especialment al recinte del jardí: avinguda flanquejada amb hídries, balustrades, etc.

## Història
A la porta de ferro de l'entrada al recinte hi ha la data de 1870, que possiblement marca l'any de la construcció. El 16 de juliol de 1948 passà a ser propietat dels claretians, que instal·laren un seminari a l'antic edifici; per adaptar-ho a les noves funcions, van reformar el pis superior i s'aixecà la teulada. A la reforma inicial, però, les finestres del pis alt, estaven formades per un arc de mig punt, seguint la tònica general del conjunt.